# Emma Oosterwegel
Emma Oosterwegel (nascida em 29 de junho de 1998) é uma atleta neerlandesa de atletismo especializada em heptatlo. Ela representou a Holanda no Campeonato Mundial de Atletismo de 2019, competindo no heptatlo feminino.

## Palmarés internacional
| Jogos Olímpicos | Jogos Olímpicos | Jogos Olímpicos   | Jogos Olímpicos |
| Ano             | Lugar           | Medalha           | Prova           |
| --------------- | --------------- | ----------------- | --------------- |
| 2020            | Tókio ( Japão)  | Medalha de bronze | Heptatlo        |